# Західноєвропейський живопис музеїв України
У мистецьких музеях України зберігаються значні збірки західноєвропейського живопису. Серед них містяться десятки первокласних картин. Поряд з творами всесвітньо відомих митців – Тіціана, Франческо Гварді, Хосе де Рібери, Дієго Веласкеса, Пітера Рубенса – в українськи музеях можна побачити унікальні роботи митців, чиї картини у світі рахуються на одиниці: Маестро дель Оссерванца, Якопо дель Селлайо, Якоба Фердинанда Фута, Жоржа де Латура та інших.

## Російсько-імперіська доба
Музейні зібрання західноєвропейського живопису склалися різними шляхами. Як правило, у їх основі - окремі приватні колекції. Склад більшості таких зборів, не був постійним. Нерідко власники дарували або продавали картини зі своїх колекцій. У ряді випадків (особливо після Російської революції 1905 року ) цілі збірні вивозилися за кордон.
Ряд українських діячів культури виступав проти вивезення мистецьких цінностей, й боролися за їх збереження й створення загальнодоступних музеїв й картинних галерей. Вже у середині XIX сторіччя в Україні існували приватні музеї та «кабінети витончених мистецтв» при Харківському, Київському й Одеському університетах. В результаті зусиль громадськості у 1886 році у Харкові було відкрито перший в Україні загальнодоступний міський музей; й у 1907 році у Львові - міська картинна галерея. У обох нововідкритих музеях були значні відділи західноєвропейського живопису. Окремі представники інтелігенції на власні кошти збирали художні колекції з метою передачі їх рідному місту. Так, в основу зборів західноєвропейського живопису у Харківському музеї лягли колекції вихованців місцевого університету І. Є. Бецького та О.М. Алфьорова. У Києві твори західноєвропейських майстрів з 1870-х років набувало подружжя Ханенків. Напередодні Жовтневого перевороту у Росії 1917 року їх збірня вже була каталогізовані й намір власників передати його місту - зафіксовано в заповіті.

## Радянська доба до німецько-радянської війни
Після радянсько-української війни твори західноєвропейського живопису, що перебували в Україні, як й інші художні цінності, були експропрійовані радянським урядом й зосереджені як у вже існуючих націоналізованих, так й у новостворених державних музеях й картинних галереях.
Радянська влада продовжувала продавати твори мистецтва за кордон. У рамках нерівноправного музейного "обміну" твори мистецтва з українських колекцій вивозилися у російські музеї Москви й Ленінграда, коли українські музеї отримували твори, що були малоцінними. Наприклад, всупереч волі Варвари Ханенко російські більшовики розділили колекцію Київського музею: частину експонатів через «Держторг» за безцінь продано у США й Велику Британію, щоб на виручені гроші закупити військове обладнання й техніку. Також ім'я Ханенків, всупереч волі подружжя меценатів, після її смерті було прибрано з назви музею, який на тривалий час став іменуватися Київським музеєм західного та східного мистецтва.
У 1925 - 1926 роках музею була передана колекція картин Василя Щавинського, що поповнила й збагатила його збори картинами фламандських й голландських майстрів XVII сторіччя.
У 1919 році виник Житомирський краєзнавчий музей, а у ньому картинна галерея, створена на основі колекції родини Шодуарів, що мала ряд першокласних полотен західноєвропейських майстрів.
У 1920 році на базі творів, що надійшли з музейного фонду Одеського комітету охорони пам'яток мистецтва та старовини, а також з центральних музеїв, було створено Одеський художній музей (тепер - Одеський музей західного та східного мистецтва).
У листопаді 1920 року, після приходу у Крим червоної армії, Кримська обласна секція охорони пам'яток мистецтва та старовини почала виконувати наказ Кримревкома про відбір та облік мистецьких цінностей з палаців й маєтків Південного узбережжя Криму. У грудні 1920 року на базі вилучених цінностей засновано Ялтинський народно-художній музей, де переважали твори західноєвропейських майстрів. Восени 1927 року колекції Ялтинського музею були передані новоствореному Севастопольському художньому музею; в тому ж році свою колекцію західноєвропейського живопису, що містила багато цінних робіт фламандців й голландців, передав до Севастопольського музей й Сімферопольський художній музей.
Після приєднання до України західноукраїнських земель у 1939 році до Львівської картинної галереї додали відібрані приватні колекції, у складі яких було чимало першокласних робіт західноєвропейських митців.

## Радянська доба після німецько-радянської війни
Починаючи з 29 червня 1941 року основна частина творів, що зберігаються у Київському музеї західного та східного мистецтва, була вивезена до Пензи й Саратова. Проте, за рядом обставин не вдалося вивезти все зібрання. З приходом німців почалися вилучення творів з музейної колекції. На деякий час цей процес вдалося загальмувати тодішньому куратору музею Дітріху Роскампу, який заперечував проти розкрадання музею й відправки колекції у Німеччину. Проте повністю вилучення експонатів німцями не припинилися, й починаючи з 1943 року у зв'язку з наступом Червоної Армії окупанти розгорнули діяльність з перевезення музейної колекції до Німеччині - спершу планомірно, зі складенням опису експонатів й ретельною упаковкою, а згодом - безладно з поспіхом. В цілому німецькі окупанти вивезли з музею 474 картини, 10 скульптур й близько 25 тисяч гравюр. Кілька цінних робіт вдалося заховати, в тому числі «Архангела» П'єтро Перуджіно й «Мадонну зі святим» Пальмеццано.
Зі Львівської картинної галереї за час німецької окупації було вивезено 225 творів мистецтва, серед яких - унікальна колекція малюнків Альбрехта Дюрера. У Харківському художньому музеї за роки німецько-радянської війни вдалося зберегти тільки п'ять тисяч експонатів, інше було розграбовано або знищено.
Збірня Полтавського художнього музею напередодні війни налічувало близько 30 тисяч експонатів. Під час німецької окупації експозиційна частина залишилася вивезеної й майже повністю втрачена. Серед втрат - безцінна колекція західноєвропейського живопису, в яку входили унікальні твори Джованні Баттіста Тьєполо, Пітера Рубенса, Мельхіора де Хондекутера, Адріана ван Остаде, Елізабет Віже-Лебрен та інших.
Основна частина художніх цінностей Севастопольської картинної галереї за німецько-радянської війни була вивезена й збережена директором картинної галереї М. П. Крошицьким. Після війни мистецькі твори Севастопольської галереї тимчасово експонувалися у Сімферополі, бо Севастополь був повністю зруйнований, а будівля музеї згоріла.
У Донецькому (тоді - Сталінському) художньому музеї після німецько-радянської війни з усього довоєнного багатства збереглося лише 11 творів.
Найбільші в Україні, київське та одеське зібрання західноєвропейського живопису існують, як окремі музеї - Національний (до незалежності - Київський) й Одеський музеї західного та східного мистецтва. Львівська західноєвропейська колеція, не поступається їм числом й рівнем картин, проте існує як відділення Львівської національної картинної галереї. Колекції західноєвропейського мистецтва, що налічують безліч найцінніших творів, є у Харковському й Севастопольському художніх музеях, у Житомирському краєзнавчому музеї. Нарешті, окремими цінними полотнами зарубіжних майстрів володіють музеї Полтави, Сум, Луцька й Ужгорода.

## Твори відомих західноєвропейських митців в Україні
Дніпропетровський художній музей
- Помпео Джироламо Батоні (1708 - 1787). Час, що губить Красу

Житомирський краєзнавчий музей
- Агостіно Карраччі (+1557 - 1602). Портрет брата - Аннібале Карраччі
- Жан Етьєн Ліотар. Жіночий портрет
- Лука Джордано (1632 - 1705). Розмова Христа з самарянкою (1684)
- Себастьяно дель Пьомбо. Портрет Мікеланджело
- Юбер Робер (+1733 - 1808). Галерея Лаокоона у Луврі
- Маттіас Стомера (1600 - 1672). Благовіщення

Закарпатський обласний художній музей ім. Й. Бокшая
- Самюел ван Хогстратен (1627 - 1678). Портрет чоловіка у береті

Національний музей мистецтв імені Богдана та Варвари Ханенків
- Барнаба да Модена. Сцени з життя Христа (пределла)
- Джентіле Белліні (1429 - 1507). Портрет патриція
- Джованні Белліні (1430 - 1516). Мадонна з немовлям
- Франсуа Буше (1703 - 1770). Амури (1763)
- Дієго Веласкес (1599 - 1660). Портрет інфанти Маргарити (бл. 1658)
- Ян Венікса (1640 - 1719). Натюрморт з битим зайцем (1704)
- Елізабет Віже-Лебрен (1755 - 1842). Портрет Станіслава Августа Понятовського (+1797)
- Жак-Луї Давид (1748 - 1825). Портрет Лазаря Гоша (1793 (?))
- Лука Джордано (1632 - 1705). Смерть Орфея
- Алессандро Маньяско (1667 - 1749). Похорон ченця
- Маестро дель Оссерванца. Розп'яття
- Барента ван Орлей (бл. +1488 - 1541). Страта св. Катерини (бл. 1516)
- П'етро Перуджино. Мадонна з немовлям
- Якоб ван Рейсдал (1628 (?) - 1682). Лісова річка
- Пітер Пауль Рубенс (1577 - 1640). Бог річки Шельди, Кібела й богиня Антверпена (ескіз)
- Хуан де Сурбаран (1620 - 1649). Натюрморт з млином для шоколаду (1640)
- Джованні Баттіста Тьєполо (+1696 - 1770). Покликання Лукія Квінкция Цинцинната до влади диктатора (ескіз-варіант картини з Ермітажу)
- Франс Халс (бл. 1580 - 1666). Портрет Рене Декарта

Луцький краєзнавчий музей
- Хосе Рібера. Святий Ієронім (1644)

Львівська національна галерея мистецтв
- Софонісба Ангвіссола. Портрет молодої патриціанки (1588)
- Елізабет Віже-Лебрен (1755 - 1842). Портрет Ізабелли Любомирської (+1793)
- Франческо Гварді. Сан Джордже Маджоре
- Франческо Гварді. Лоджія у Венеції
- Франсиско де Гойя. Махи на балконі
- Жан-Батист Грез. Дівчина, що лежить
- Жак-Луї Давид (1748 - 1825). Портрет Емілії Серизії (сестра дружини митця)
- Ангеліка Кауфман. Портрет Генрика Любомирського в образі Купідона
- Жорж де Латур. Платіж (У лихваря) (1640-ті)
- Жан Етьєн Ліотар. Портрет Марії-Терези
- Лука Джордано (1632 - 1705). Голова старого
- Алессандро Маньяско. Пейзаж
- Ян Матейка. Карл Густав й Шимон Старовольський біля гробу Локетка (1858)
- Ян Матейка. Портрет дітей (+1879)
- Антон Рафаель Менгс (1728 - 1779). Портрет гравера Б. Бартолоцці
- Антон Рафаель Менгс (1728 - 1779). Портрет Христофа Фрідріха Саксонського
- Гвідо Рені. Мадонна
- Хосе Рібера. Святий Ієронім
- Юбер Робер (+1733 - 1808). інтер'єр храму
- Пітер Пауль Рубенс (1577 - 1640). Чоловічий портрет
- Бернардо Строцці. Святий Петро зцілює паралітика (сер. 1630-х)
- Вечелліо Тіціан. Чоловічий портрет

Одеський музей західного та східного мистецтва
- Помпео Джироламо Батоні (1708 - 1787). Венера з амуром
- Клас Пітерс Берхем (1620 - +1683). Пейзаж з чередою
- Ян ван Гойєн (1596 - 1656). Зимовий краєвид
- Шарль Франсуа Добіньї (1817 - 1878). Пейзаж (етюд)
- Мікеланджело да Караваджо. Взяття Христа під варту (картина викрадена)
- Лука Лейденський (Лукас ван Лейден) (?) (1489 - 1533). Давид й Авігайла
- Алессандро Маньяско (1667 - 1749). Монахи, що бриються
- Алессандро Маньяско (1667 - 1749). Пейзаж з фігурами
- Алессандро Маньяско (1667 - 1749). Кордегардія
- Алессандро Маньяско (1667 - 1749). Святий Єронім
- Алессандро Маньяско (1667 - 1749). Марія Магдалина
- Юбер Робер (+1733 - 1808). Квадратний будинок в Німі (1783)
- Юстус Сустерманс (1597 - 1681). Портрет дами з перлинами
- Давид Тенірс молодший (1610 - 1690). Курець
- Франс Халс (бл. 1580 - 1666). Євангеліст Лука (поч. 1620-х)
- Франс Халс (бл. 1580 - 1666). Євангеліст Матфей (поч. 1620-х)

Полтавський художній музей
- Франц Лампі (1782 - 1852). Чоловічий портрет
- Клара Петерс (1594 -ок. 1657). Натюрморт (1612)

Севастопольський художній музей імені М. П. Крошицького
- Філіпс Воуверман. У водопою
- Сальватор Роза. Замок на березі затоки
- Франс Снейдерс. Риби на березі

Харківський художній музей
- Ян ван Гойєн (1596 - 1656). Пейзаж з рибалками (1630)

## посилання
- «Музейний простір України»
- Проект «Музеї України» [Архівовано 13 грудня 2018 у Wayback Machine.]
- Музеї України в «Антикварному салоні»
- Проект «Все музеї України в Інтернет»